# Nip/Tuck
Nip/Tuck är en amerikansk dramaserie som är skapad av Ryan Murphy, den sändes på SVT1 i Sverige. Numera sänds programmet på TV 8.

## Handling
I Nip/Tuck får man följa Sean McNamara och Christian Troy som driver en klinik inom plastikkirurgi. Privatlivet inkräktar på jobbet och jobbet inkräktar på privatlivet, relationer och tillit sätts på prov och många intressanta personer besöker kliniken i hopp om att bli lyckligare med ett nytt utseende.

## Karaktärer

### Sean McNamara
Sean McNamara spelas av Dylan Walsh. När en ny patient kommer till kliniken McNamara/Troy säger han oftast "Tell me what you don't like about yourself". Han driver kliniken med sin vän Christian Troy.
Sean McNamara är en plastikkirurg som närmar sig medelåldern, kliniken som ligger i Miami driver han med sin bästa vän Christian Troy. Sean började som kirurg med tanken att endast utföra rekonstruktiv plastikkirurgi men känner att han hamnat på ett sidospår då han mest jobbar med estetisk plastikkirurgi. Sean och Julia har haft ett stormigt förhållande som drivs till sin spets då Sean är otrogen med en av sina patienter, ändå separerar inte paret. I slutet av första säsongen får Julia reda på att Christian är biologisk far till sonen Matt som resultat av ett s.k one-night stand som Julia och Christian hade innan Julia och Sean gifte sig. Med tiden förlåter Sean Christian men han känner sig oförmögen att förlåta sin fru och paret separerar.
Vid den här tiden terroriserar en maskerad serievåldtäktsman Miami. The Carver som han kallas, attackerar och vanställer modeller genom att skära upp mungiporna så att munnen ser ut att ha ett brett leende. McNamara/Troy utför pro bono-ingrepp på The Carvers offer vilket medför att Sean blir måltavla för galningen. The Carver attckerar så småningom Sean i sitt hem men Sean kommer undan med bara den högra sidan i ansiktet uppskuren. Kirurgen Quentin Costa från Atlanta kallas till kliniken för att assistera Christian i att återställa Seans ansikte. Efter detta blir även Christian offer för The Carver, på grund av omständigheterna tror polisen att Christian på något sätt är involverad i attackerna och han får sitta i häkte. När The Carver attackerar igen släpps Christian ut. Händelsen får Sean att ifrågasätta sitt val av yrke, och han slutar jobba på kliniken. När han senare återvänder ser han bittert att Quentin Costa har börjat dejta hans ex-fru Julia.
Quentin slutar på McNamara/Troy för att jobba på Julias spa De La Mer varifrån han får sparken efter en tid. Kort därefter får Julia reda på att hon är gravid. Alla tror att det är Costas barn tills han erkänner för Christian att han och Julia aldrig har haft sex och då förstår Sean att det är hans barn, han och Julia hade en one-night stand efter att de separerat.
The Carver utför nya illdåd, denna gång på Quentin. Sean går med på att reparera ansiktet endast för att finna sig bli drogad av The Carver som tar av sig masken, där bakom finns Quentin Costa. Han spänner fast Christian och Sean på operationsbordet men innan han hinner skada dem bli han skjuten av Kit, en detektiv som jobbat på Carver-fallet.
All dramatik får en positiv effekt på relationen mellan Sean och Julia, och de flyttar ihop igen.

### Christian Troy
Christian Troy spelas av Julian McMahon. Christian är den moraliska motsatsen till Sean, han är inte heller en lika duktig kirurg men däremot mer ansiktet utåt för kliniken McNamara/Troy, han har en stark personlighet och är duktig på att göra affärer.
Christian Troy är Seans bästa vän, de har känt varandra sedan College och nu är de även affärskompanjoner då de driver kliniken tillsammans. Christian börjar närma sig medelåldern men gör allt för att se yngre ut, och känna sig ung. Hela sitt liv har Christian förfört och haft sex med otaligt många tjejer och kvinnor, när han sedan känt sig tillfredsställd har han slängt bort tjejerna som sopor. Det har funnits tecken på att hans sexuella beteende bottnar antingen i att han blivit antastad av sina fosterföräldrar som barn eller det faktum att han blev till då hans biologiska pappa våldtog hans biologiska mamma.
När Christian och Sean gick i College tillsammans hade Christian ett one-night stand med Seans fästmö Julia, vilket resulterade i osäkerhet om vem som var biologisk pappa åt Matt. Christian friar till flickvännen Kimber Henry men finner sig övergiven vid altaret, Christian tror att Kimber lämnat honom men egentligen har hon blivit fångatagen av The Carver. Detta förstår Christian när han får ett motbjudande paket, i paketet ligger Kimbers silikonimplantat. När Kimber återvänder har The Carver "ogjort" alla hennes plastikkirurgiska ingrepp, utan smärtstillande medicin. Christian lovar Kimber att göra henne till en tiopoängare igen och håller det han lovar, han är till och med villig att sätta ett nytt datum för bröllopet men Kimber har fått kalla fötter och återigen är deras relation upplöst.
Kort därefter fattar Christian misstankar mot Quentin Costa, Christian anar att Costa kan vara The Carver men de misstankarna slås omkull då det visar sig att Costa inte har någon penis. När en av serievåldtäktsmannens offer berättar att hon såg att gärningsmannen hade en s.k Strap on, blommar Christians misstankar mot Costa upp igen bara för att raseras då Costa faller offer för The Carver. Sean och Christian går med på att operera Costas ansikte men blir drogade och fastbundna av The Carver som visar sig vara Quentin Costa. Innan han hinner göra någon större skada bli han skjuten av detektiven Kit, som har jobbat med The Carver-fallet.

### Julia McNamara
Julia McNamara spelas av Joely Richardson. 
Julia McNamara har varit gift med sin ungdomskärlek Sean i 17 år. Hon och Sean är föräldrar till Matt och Annie. Från allra första början är det uppenbart att Julia är en kluven och vilsen kvinna. Hon ifrågasätter konstant sitt giftermål med Sean och önskar i hemlighet att hon var gift med Seans kollega Christian. Han och Julia hade ett one-night stand i college då hon redan var förlovad med Sean, det nattliga mötet resulterade i sonen Matt som vuxit upp i tron att Sean är hans pappa.
Julia öppnar, tillsammans med Christians före detta älskarinna Gina Russo, ett spa som heter De La Mer, där patienter från kliniken McNamara/Troy kan vila ut. Julia har en kort romans med Quentin Costa när han fortfarande jobbar på kliniken. Kort därefter anställer hon honom på spat, men när han plötsligt blir oförskämd mot henne ger hon Costa sparken. Vid ett senare tillfälle får Julia reda på att hon är gravid. Hon berättar för Sean som i sin tur berättar för Christian. De funderar på om det är Quentin Costa som är pappan. Svaret kommer när Costa, utan att veta om Julias havandeskap, berättar för Christian att han och Julia aldrig har haft sex. Senare berättar Julia för Sean att det är han som är pappan till barnet. Efter mycket dramatik med The Carver beslutar de sig att flytta ihop igen.

### Matt McNamara
Matt McNamara spelas av John Hensley, är son till Sean McNamara och Julia McNamara.
Från seriens början har Matts liv varit i en stadigt neråtgående spiral, han har försökt att omskära sig själv, hans mamma Julia kom på honom när han hade en trekant med två tjejer och han var med om en smitolycka med en vän. Han undviker att bli misstänkt genom ett nät av lögner. Med tiden får han veta att Christian är han biologiska pappa, inte Sean, vilket får Matt att bli allt mer trotsig.
Han inleder ett förhållande med den 20 år äldre kvinnan Ava, vilket inte uppskattas av hans föräldrar. Sean och Julia får reda på att Ava har en incestuös relation med sin son Adrian och så småningom uppdagas det att Ava tidigare varit man men nu genomgått ett könsbyte. Sean, Julia och Christian går samman och försöker med gemensamma krafter få slut på relationen mellan Matt och Ava, med lyckat resultat. De tre berättar till en början inte sanningen om Ava för Matt, men när han senare får reda på att Ava är transsexuell blir hans beteende än mer ansvarslöst, nästan våldsamt. Det drivs till sin spets då Matt misshandlar en transsexuell kvinna vars vänner hämnas och misshandlar Matt.
Vidare hänger sig Matt åt sitt dåliga beteende med att börja umgås med en skolkompis, Ariel Alderman som är rasist. Deras korta romans tar dock slut när Matt inser att Ariel har allvarliga känslomässiga problem, han försöker få hjälp av Ariels pappa men blir bara utskälld. Christian tycker att Matt ändå gjorde rätt i att försöka och de två firar jul ihop med att fundera och reflektera över sina livssituationer.
Cherri Peck, den transsexuella kvinnan som Matt misshandlade, kommer till kliniken McNamara/Troy för att få sitt ansikte fixat efter en misslyckad operation gjord av en kirurg utan läkarlegitimation. Cherri bli nekad, Sean menar att eftersom hon misshandlade Matt så kan hon glömma att hon ska få hjälp från dem. Sean berättar om händelsen för Matt vid ett senare tillfälle, och Matt övertalar Sean att göra jobbet. När Cherri ligger på uppvaket har hon och Matt en pratstund och allt gammalt blir förlåtet.

### Liz Cruz
Liz Cruz spelas av Roma Maffia.
Liz Cruz är narkosläkare på kliniken McNamara/Troy. Liz är driven, skicklig, empatisk och är ofta "samvetet" på sin arbetsplats. När både Sean och Christian hamnar i svårigheter, försöker hon leda dem rätt med råd och stöd. Hon har även kommit ur garderoben som lesbisk.
Liz och Christian har en hatkärleksrelation, hon blev till och med gravid med honom genom insemination men gjorde abort när ultraljudet visade att fostret var svårt missbildat.
När McNamara/Troy fick finansiella problem slutade Liz på kliniken och började jobba på spat De La Mer som drivs av Julia och Gina Russo.

### Kimber Henry
Kimber Henry (spelad av Kelly Carlson) är Christians flickvän, och har varit modell, porrskådis och porrfilmsproducent.

### Gina Russo
Gina Russo (spelad av Jessalyn Gilsig) är en sexmissbrukare som är HIV positiv, hon sköter De La Mer med Julie.

## Andra karaktärer
- Annie McNamara (Kelsey Batelaan) är Sean och Julies dotter.

- Ava Moore (Famke Janssen) är en manipulativ kvinna som utnyttjar andra människor så länge de kan ge henne något. Hon var tillsammans med Matt ett tag. Det visar sig att hon är hebefil och utnyttjat sin egen styvson.

- The Carver är våldtäktsman som vanställer sina offer genom att skära upp mungiporna så att det liknar ett brett leende.

- Ariel Alderman (Brittany Snow) är en rasistisk skolkamrat till Matt, de hade en kort romans.

## Kända personer som gjort gästroller
- Dr. Barrett Moore (Alec Baldwin) är en läkare som är känd för skickligt gjorda könsbyten. Han hade en relation med Ava Moore en gång i tiden.

- Joan Rivers spelar sig själv i några avsnitt

- Nicole Morretti (Anne Heche) är informatör åt FBI, hon är under vittnesskydd.